# نفق روكي

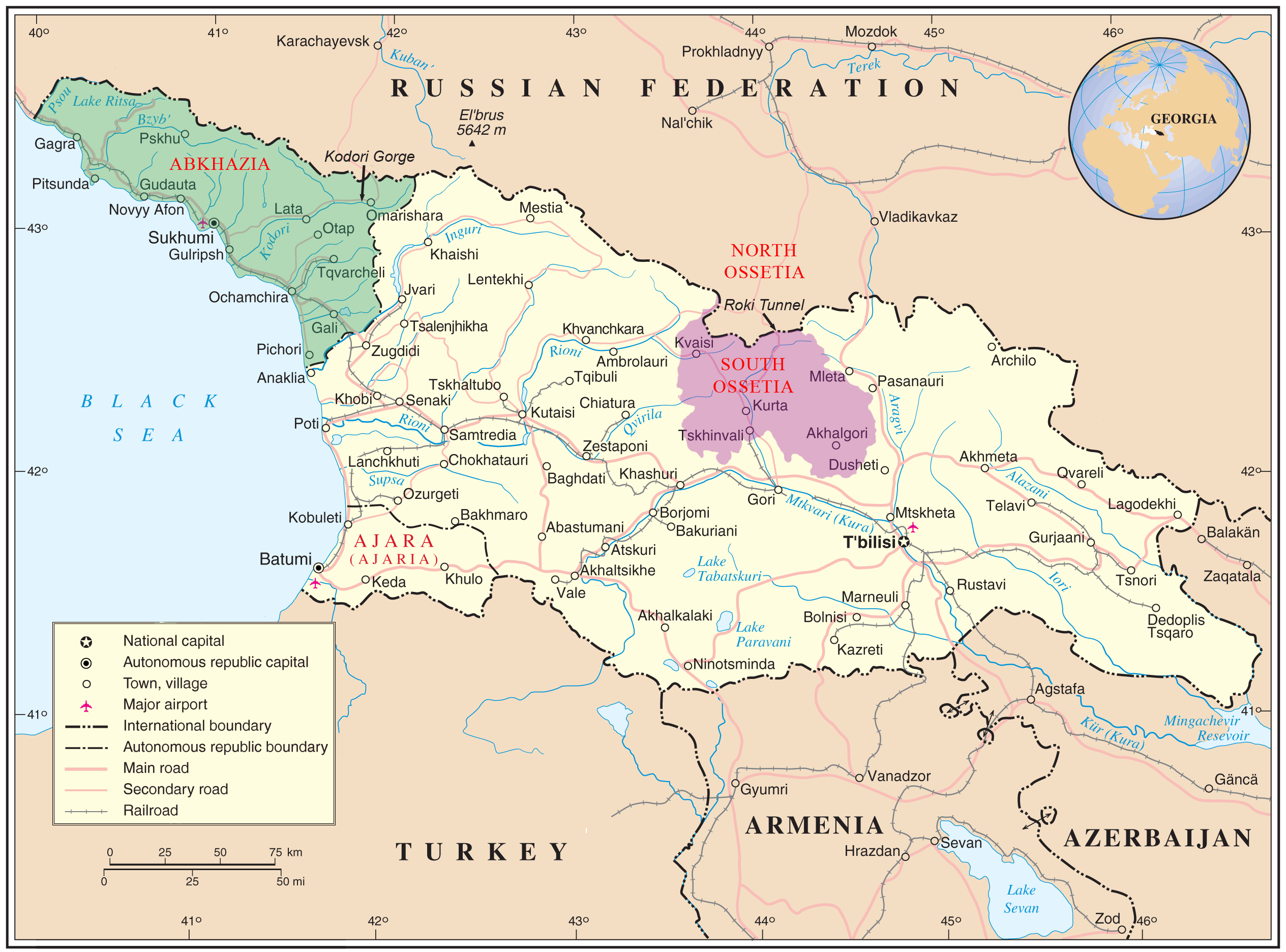
خريطة جورجيا تظهر نفق روكي

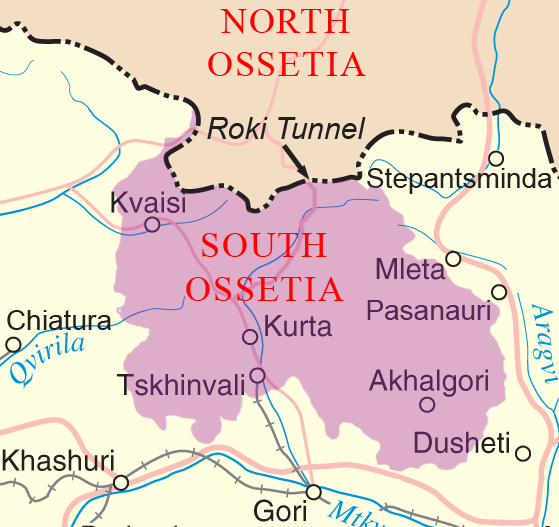
خريطة جنوب أوسيتيا، توضح موقع نفق روكي

نفق روكي (ويسمى أيضًا نفق روكسكي، (بالإنجليزية: Roki Tunnel)‏ (بالجورجية: როკის გვირაბი)، الأوسيتيك : Ручъы тъунел، (بالروسية: Рокский туннель)‏) هو نفق جبلي لطريق ترانسكام عبر جبال القوقاز الكبرى التي تقع شمال قرية روكا العليا، ويُعد الطريق الوحيد الذي يصل أوسيتا الشمالية-ألانيا في الاتحاد الروسي إلى أوسيتيا الجنوبية (جمهورية جورجيا الانفصالية)، الطريق مأهول في بلدة نيزني زاراماج في شمال أوسيتيا ويشار إليها أحيانًا باسم معبر روكي - نيزني زاراماج الحدودي.
يعد النفق -الذي أنجزته الحكومة السوفيتية في عام 1984- واحدًا من حفنة من الطرق التي تعبر سلسلة شمال القوقاز، يقع على ارتقاع حوالي 2,000 متر (6,600 ft) وطوله 3,730 متر (12,240 ft)، ويبعد حوالي 3,000 متر (9,800 ft) من ممر روكي، والذي لا يمكن استخدامه إلا في الصيف، تشمل الطرق الأخرى بين جورجيا وروسيا نقطة تفتيش الجمارك في كازبيجي-لارس العليا على الطريق العسكري الجورجي وقد أُغلقت في يونيو 2006   وأُعيد افتتاحها عام 2010.
كان النفق مهمًا طوال النزاع الجورجي الأوسيتي، تستخدم سلطات أوسيتيا الجنوبية الرسوم المفروضة على حركة الأنفاق كأحد مصادر إيراداتها الرئيسية، لطالما دعت الحكومة الجورجية -المدعومة من الولايات المتحدة- إلى وضع الجانب الأوسيتي الجنوبي من النفق تحت سيطرة المراقبين الدوليين وليس من قبل الانفصاليين في أوسيتيا الجنوبية وحلفائهم الروس، عندما أغلقت السلطات الروسية نقطة تفتيش كازيبي-لارس العليا الجمركية بين يونيو 2006 ومارس 2010 كان نفق روكي هو الطريق الوحيد المتاح من روسيا إلى أوسيتيا الجنوبية، كما استخدم النفق كطريق إمداد للقوات الروسية خلال حرب أوسيتيا الجنوبية عام 2008.
أعيد بناء النفق بسبب الأضرار الناجمة عن حرب أوسيتيا الجنوبية عام 2008، استغرقت عملية إعادة الإعمار عامين ونصف وتم الانتهاء منها في أكتوبر 2015، تم دفع جميع تكاليف إعادة الإعمار من قبل الجانب الروسي.

## روابط خارجية
- "Roki - Tunnel of Misfortune". The Georgian Times. 4 سبتمبر 2008. مؤرشف من الأصل في 2008-09-04. اطلع عليه بتاريخ 2008-09-10.